# Barytomierz izotopowy
Barytomierz izotopowy – przyrząd pomiarowy do wyznaczania zawartości siarczku baru wykorzystujący wyjątkowo silne pochłanianie promieni gamma przez bar, np. w rudach czy produktach zwierających bar.
Nazwa instrumentu pomiarowego pochodzi od barytu – najpowszechniej występującego minerału zawierającego bar.